# Ramadan
Nel calendario islamico,  Ramadan (in arabo رمضان‎?, ramaḍān) è il nono mese dell'anno, di 29 o 30 giorni; in base all'osservazione della luna crescente.
Secondo la pratica islamica, Ramadan è il mese in cui si pratica il digiuno (Sawm), in commemorazione della prima rivelazione del Corano a Maometto («Il mese in cui fu rivelato il Corano come guida per gli uomini e prova chiara di retta direzione e salvezza»: II.185).

## Origini del nome e calcolo astronomico
Considerato che il calendario islamico è di tipo lunare, ovvero si basa su cicli di mesi sinodici o lunari, detti anche "lunazioni", ne deriva che ogni mese lunare islamico viene identificato con la prima falce visibile in cielo di luna crescente e inizia quindi con una data di calendario sempre diversa; perciò anche la data del nono mese di tale calendario cambia ogni anno.
 Il calendario islamico è composto da 354 o 355 giorni (10 o 11 giorni in meno dell'anno solare), dunque il mese di Ramadan retrocede man mano ogni anno rispetto all'anno solare, fino a cadere in una stagione diversa.

Ancor prima della cultura musulmana le antiche tribù arabe, che sempre seguivano un calendario di tipo lunare, tendevano ad identificare il "nono mese" con un periodo stagionale torrido, estivo, legato alle loro attività di pastorizia e agricoltura, quindi chiamato "Ramadan", derivante da termini in arabo حرارة‎?, harara, caldo, in arabo حترقتالغنم‎?, ramal-hara, randhaa, sabbia, terra scottante,  ma anche nella frase in arabo احترقت الغنم‎?, ramidat-al-ghnamam, "si sono bruciate le pecore". Oggi però, a causa del preciso calcolo delle fasi lunari, il nono mese può iniziare in qualsiasi periodo stagionale, a volte anche d'inverno. 

Molto importante per la tradizione islamica risulta l'avvistamento diretto del primo taglio di luna crescente in cielo dopo il novilunio che chiude il mese precedente, l'ottavo, ovvero il Sha'ban. Con Hilāl (la luna crescente) infatti, si indica il periodo di un giorno, o più giorni, dopo l'ultima luna nuova.

Tuttavia, poiché l'avvistamento ad occhio nudo della nuova falce risulta difficile, spesso ostacolato da eventi meteorologici, oltretutto non è identico in tutti i paesi del mondo, si tende a seguire una disposizione ufficiale, in quel momento, dell'autorità islamica della propria nazione di appartenenza. Nonostante ciò, per molti musulmani questo non rispetterebbe quanto scritto negli hadith, che invece consiglierebbero sempre una conferma visiva, in ogni area del mondo. Infatti, le variazioni consistenti di visibilità esistettero fin dai tempi di Maometto..

Un'interpretazione coranica infine, invita i musulmani che vivono in regioni terrestri quasi polari, in cui si verifica il cosiddetto sole di mezzanotte, ad adottare le ore di levata e tramonto de La Mecca, in Arabia Saudita, come indicazione per l'inizio e la fine del digiuno giornaliero. Comunque l'opinione più comune è che i musulmani in quelle aree adottino gli orari del Paese più vicino a loro in cui il giorno si può distinguere dalla notte.
La fine del mese di Ramadan poi, viene identificata con la "Festa della Rottura" (in arabo عيد الفطر‎?, ʿĪd al-Fitr), che segna l'inizio del nuovo mese lunare islamico, ovvero il decimo mese, lo Shawwal. Ciò viene decretato con l'avvistamento di una nuova falce di luna, o il completamento dei 30 giorni di digiuno se l'avvistamento a occhio nudo non è possibile per cattive condizioni meteorologiche. ʿĪd al-Fitr potrebbe fare riferimento alla festosità per il successo nel completare il mese di digiuno e il conseguente ritorno alla normalità, alla disposizione naturale (fitra), del poter di nuovo mangiare, bere e intraprendere attività sessuali durante il giorno.

## Festività a Ramadan e pratica del digiuno
Questa ricorrenza annuale è considerata il quarto dei Cinque Pilastri dell'Islam e il digiuno è un precetto religioso (Farḍ) per i musulmani adulti, ad eccezione di quanti sono in età avanzata, in gravidanza, in allattamento, diabetici o malati terminali oppure durante le mestruazioni. Il digiuno fu reso obbligatorio (wājib) durante il mese di Sha'ban nel secondo anno dopo la migrazione dei musulmani da La Mecca a Medina. Al termine del mese, viene celebrato lo Id al-fitr che significa "festa dell'interruzione del digiuno" ed è detta anche la "festa piccola" (id al-saghir).

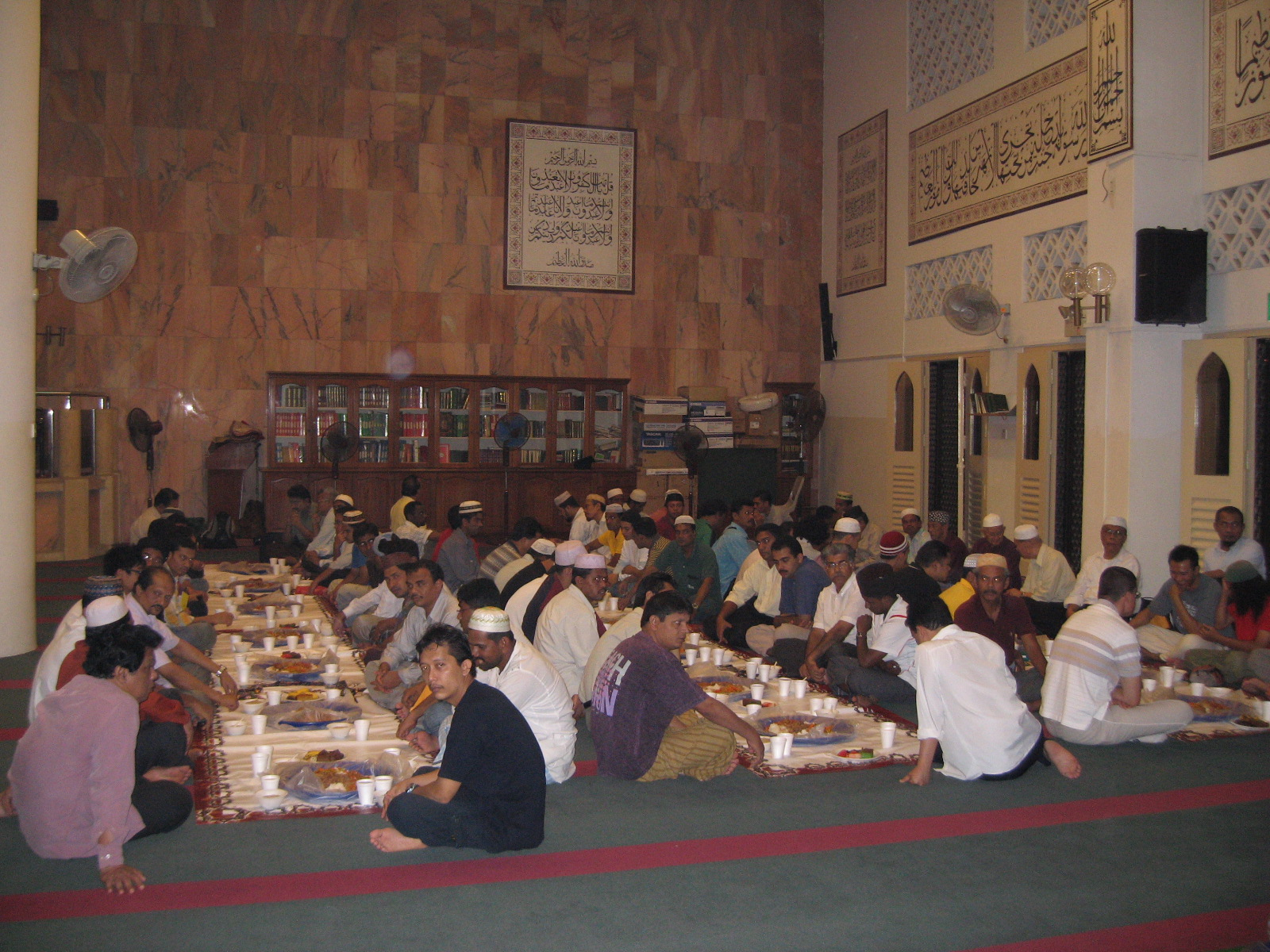
Persone in attesa della fine del digiuno giornaliero durante il mese del Ramadan

Durante il digiuno dall'alba al tramonto, i musulmani si astengono dal consumo di cibi e bevande e dalla pratica di attività sessuali durante gli orari di digiuno.  I fedeli sono anche invitati all'astinenza da comportamenti peccaminosi che vanificherebbero il digiuno, come ad esempio i peccati di parola (insulto, calunnia, bestemmia, menzogna, ecc.) o le azioni violente, con l'eccezione della legittima difesa.
Cibo e bevande sono servite quotidianamente prima dell'alba e dopo il tramonto in pasti chiamati rispettivamente suḥūr e ifṭār..

Durante questo periodo, il digiuno solitamente include la recita delle preghiere (Ṣalāt), la lettura del Corano e un crescente impegno nelle opere di bene e nella carità.

### Fonti coraniche e sciaraitiche
Il digiuno (sawm) durante il mese di Ramadan costituisce il quarto dei Cinque pilastri dell'Islam e chi ne negasse l'obbligatorietà per coloro che sono musulmani e non hanno gli impedimenti riconosciuti dal Corano, sarebbe kāfir, colpevole cioè di empietà massima che esclude dalla condizione di musulmano. Chi è impossibilitato a digiunare, perché malato, può anche essere sollevato dal precetto, ma appena possibile dovrà recuperare i giorni del mese in cui non ha digiunato. Le donne incinte o che allattano, i bambini e i malati cronici sono esentati dal digiuno e dovrebbero al suo posto, secondo le loro possibilità, fare la carità come ad esempio nutrire le persone bisognose indipendentemente dalla loro religione, gruppo etnico o dalle loro convinzioni. Le donne durante le mestruazioni non devono digiunare, ma possono recuperare i giorni mancati.

La Sura 2, Versetto 185 del Corano recita:
È nel mese di Ramadàn che abbiamo fatto scendere il Corano, guida per gli uomini e prova di retta direzione e distinzione. Chi di voi ne testimoni [l’inizio] digiuni. E chiunque è malato o in viaggio assolva [in seguito] altrettanti giorni. Allah vi vuole facilitare e non procurarvi disagio, affinché completiate il numero dei giorni e proclamiate la grandezza di Allah che vi ha guidato. Forse sarete riconoscenti! [Corano 2:185]
Si crede che il Corano sia stato rivelato a Maometto durante il mese di Ramadan che è proclamato come "il migliore tempo di tutti".  La prima rivelazione fu mandata durante la Notte del Destino, o Laylat al-Qadr, una delle cinque notti di numero dispari degli ultimi dieci giorni del mese di Ramadan.
Secondo gli Ḥadīth tutte le sacre scritture furono consegnate durante il mese di Ramadan. Le tavole di Abramo, la Torah, i Salmi, il Vangelo e il Corano vennero concessi rispettivamente l'1, il 6, il 12, il 13 e il 24 di Ramadan.

### Storia
Secondo il Corano il digiuno era un obbligo già per i popoli dell'arabia preislamica e per mezzo di esso il fedele acquisisce il timor di Dio, taqwa.[Corano 2:183] I pagani della Mecca praticavano dunque anch'essi il digiuno, ma solamente nel decimo giorno di Muharram per espiare i peccati e scongiurare la siccità. Abu Zanad, scrittore iracheno vissuto in periodo islamico, intorno al 747 d.C., riferiva che almeno una comunità mandea situata nell'area di Giazira (a nord dell'odierno Iraq) osservava il digiuno del Ramadan ancor prima della conversione all'Islam.
Il precetto di osservare il digiuno durante il mese di Ramadan fu reso obbligatorio 18 mesi dopo l'Egira, durante il mese di Sha'ban nel 624 d.C. Il significato spirituale del digiuno è stato analizzato da molti teologi. Si attribuisce ad esempio al digiuno la dote di insegnare all'uomo l'autodisciplina, l'appartenenza a una comunità, la pazienza e l'amore per Dio. Un'altra interpretazione è che il digiuno e l'astinenza sessuale per un mese intero ricordi al praticante le privazioni dei poveri e così lo invogli a versare la zakat.
Secondo lo storico Philip Jenkins Ramadan deriva dalla rigorosa disciplina quaresimale delle Chiese Siriache, un'ipotesi avallata da altri studiosi, quali il teologo Paul-Gordon Chandler.  Tale tesi è basata sull'idea secondo la quale il Corano abbia ispirazioni siriaco-cristiane, una posizione che viene rigettata da alcuni accademici musulmani come al-Azami.

### Pratiche tradizionali
La pratica comune durante Ramadan è il digiuno dall'alba al tramonto. Il pasto prima dell'alba è chiamato suḥūr, mentre quello dopo il tramonto è detto ifṭār. Considerando la grande varietà culturale dei musulmani nel mondo, è pressoché impossibile descrivere un tipico suḥūr o ifṭār. Il digiuno viene rotto al tramonto del sole. Dato che il profeta Maometto interrompeva il digiuno con datteri e un bicchiere d’acqua, i musulmani mangiano datteri sia al suhoor che all’iftar. I datteri, alimento di base in Medio Oriente, sono ricchi di sostanze nutritive, molto digeribili e contengono elevate quantità di zuccheri, preziosi dopo una lunga giornata di digiuno.
Inoltre i fedeli musulmani sono invitati alla recita di preghiere, ad azioni di beneficenza e alla pratica dell'autodisciplina. Queste pratiche sono motivate dagli Hadith, specialmente in Sahih Al-Bukhari e Sahih Muslim in cui si dice che 'quando il Ramadan arriva, le porte del Paradiso sono aperte e le porte dell'inferno sono chiuse e i diavoli sono messi in catene'.
Nel corso del mese di Ramadan infatti i musulmani devono astenersi dal bere, mangiare, fumare, ascoltare musica e dal praticare attività sessuali e non solo, le donne non devono truccarsi. Particolarmente intensa dev'essere la lotta contro i cattivi pensieri, le cattive azioni, la rabbia: 
«Iddio Potente e Glorioso ha detto: “Ogni azione del figlio di Adamo gli appartiene, eccetto il digiuno, che appartiene a Me, ed Io ne do ricompensa; il digiuno è un'armatura, e quando sia giorno di digiuno per uno di voi, non nutra propositi osceni né vociferi, e se qualcuno lo ingiuria o lo combatte, dica: 'Sto digiunando'; e per Colui nella Cui Mano è l'anima di Muhammad, l'alito cattivo che promana dalla bocca di colui che sta digiunando è migliore davanti a Dio del profumo del muschio. Chi digiuna ha due motivi di cui rallegrarsi: si rallegra quando lo rompe, e si rallegrerà del digiuno fatto quando incontrerà il suo Signore».
Si ritiene che le ricompense spirituali (thawab) derivate dalla pratica corretta del digiuno siano moltiplicate durante il mese di Ramadan.
Varie le ricorrenze del mese festeggiate o commemorate dai musulmani. Il giorno 6 infatti sarebbe nato il nipote di Maometto, al-Husayn ibn ‘Alī. Il giorno 10 sarebbe morta la prima moglie del Profeta, Khadīja bint Khuwaylid. Il giorno 17 sarebbe stata vinta la battaglia di Badr. Il giorno 19 sarebbe stata conquistata dai musulmani la città di Mecca. Il 21 sarebbero morti ‘Alī ibn Abī Ṭālib e il suo discendente, l'imam ʿAlī al-Riḍā.
In alcuni paesi a maggioranza islamica il mancato rispetto del digiuno nei luoghi pubblici è sanzionato penalmente in quanto urta la morale comune, tuttavia nella sfera privata non sussiste alcun obbligo.

### La Notte del Destino
Laylat al-Qadr, resa in italiano come Notte del Destino, è considerata la notte più sacra dell'anno, tanto da essere definita dal Corano stesso "migliore di mille mesi". Questa è la notte in cui, secondo i musulmani, Maometto ha ricevuto la prima rivelazione del Corano.
La data esatta del Laylat al-Qadr è sconosciuta, quindi per convenzione la si fa cadere nella notte di un giorno dispari dell'ultima decade di Ramadan, quindi la notte del 21, 23, 25, 27 o 29. Nella comunità di Dawudi Bohora la Notte del Destino viene celebrata la notte del 31 di Ramadan.

## Calendario
| Anno Calendario gregoriano             | Anno Calendario islamico | Inizio nel gregoriano | Fine nel gregoriano |
| -------------------------------------- | ------------------------ | --------------------- | ------------------- |
| 1958                                   | 1377                     | 21 marzo              | 19 aprile           |
| 1959                                   | 1378                     | 10 marzo              | 8 aprile            |
| 1960                                   | 1379                     | 28 febbraio           | 28 marzo            |
| 1961                                   | 1380                     | 16 febbraio           | 17 marzo            |
| 1962                                   | 1381                     | 5 febbraio            | 6 marzo             |
| 1963                                   | 1382                     | 26 gennaio            | 24 febbraio         |
| 1964                                   | 1383                     | 16 gennaio            | 14 febbraio         |
| 1965                                   | 1384                     | 4 gennaio             | 2 febbraio          |
| 1965-1966                              | 1385                     | 24 dicembre           | 22 gennaio          |
| 1966-1967                              | 1386                     | 13 dicembre           | 11 gennaio          |
| 1967-1968                              | 1387                     | 3 dicembre            | 1º gennaio          |
| 1968                                   | 1388                     | 21 novembre           | 20 dicembre         |
| 1969                                   | 1389                     | 11 novembre           | 10 dicembre         |
| 1970                                   | 1390                     | 31 ottobre            | 29 novembre         |
| 1971                                   | 1391                     | 20 ottobre            | 18 novembre         |
| 1972                                   | 1392                     | 8 ottobre             | 6 novembre          |
| 1973                                   | 1393                     | 27 settembre          | 26 ottobre          |
| 1974                                   | 1394                     | 17 settembre          | 16 ottobre          |
| 1975                                   | 1395                     | 6 settembre           | 5 ottobre           |
| 1976                                   | 1396                     | 26 agosto             | 24 settembre        |
| 1977                                   | 1397                     | 16 agosto             | 14 settembre        |
| 1978                                   | 1398                     | 4 agosto              | 3 settembre         |
| 1979                                   | 1399                     | 25 luglio             | 23 agosto           |
| 1980                                   | 1400                     | 13 luglio             | 11 agosto           |
| 1981                                   | 1401                     | 2 luglio              | 31 luglio           |
| 1982                                   | 1402                     | 22 giugno             | 21 luglio           |
| 1983                                   | 1403                     | 12 giugno             | 11 luglio           |
| 1984                                   | 1404                     | 31 maggio             | 29 giugno           |
| 1985                                   | 1405                     | 21 maggio             | 19 giugno           |
| 1986                                   | 1406                     | 10 maggio             | 8 giugno            |
| 1987                                   | 1407                     | 30 aprile             | 29 maggio           |
| 1988                                   | 1408                     | 17 aprile             | 16 maggio           |
| 1989                                   | 1409                     | 7 aprile              | 6 maggio            |
| 1990                                   | 1410                     | 27 marzo              | 25 aprile           |
| 1991                                   | 1411                     | 17 marzo              | 15 aprile           |
| 1992                                   | 1412                     | 6 marzo               | 4 aprile            |
| 1993                                   | 1413                     | 23 febbraio           | 24 marzo            |
| 1994                                   | 1414                     | 12 febbraio           | 13 marzo            |
| 1995                                   | 1415                     | 1º febbraio           | 2 marzo             |
| 1996                                   | 1416                     | 21 gennaio            | 19 febbraio         |
| 1997                                   | 1417                     | 10 gennaio            | 8 febbraio          |
| 1997-1998                              | 1418                     | 31 dicembre           | 29 gennaio          |
| 1998-1999                              | 1419                     | 20 dicembre           | 18 gennaio          |
| 1999-2000                              | 1420                     | 9 dicembre            | 7 gennaio           |
| 2000                                   | 1421                     | 27 novembre           | 26 dicembre         |
| 2001                                   | 1422                     | 16 novembre           | 15 dicembre         |
| 2002                                   | 1423                     | 6 novembre            | 4 dicembre          |
| 2003                                   | 1424                     | 26 ottobre            | 24 novembre         |
| 2004                                   | 1425                     | 15 ottobre            | 13 novembre         |
| 2005                                   | 1426                     | 4 ottobre             | 2 novembre          |
| 2006                                   | 1427                     | 24 settembre          | 23 ottobre          |
| 2007                                   | 1428                     | 13 settembre          | 12 ottobre          |
| 2008                                   | 1429                     | 1º settembre          | 30 settembre        |
| 2009                                   | 1430                     | 22 agosto             | 20 settembre        |
| 2010                                   | 1431                     | 11 agosto             | 9 settembre         |
| 2011                                   | 1432                     | 1º agosto             | 29 agosto           |
| 2012                                   | 1433                     | 20 luglio             | 18 agosto           |
| 2013                                   | 1434                     | 10 luglio             | 7 agosto            |
| 2014                                   | 1435                     | 29 giugno             | 28 luglio           |
| 2015                                   | 1436                     | 18 giugno             | 17 luglio           |
| 2016                                   | 1437                     | 6 giugno              | 6 luglio            |
| 2017                                   | 1438                     | 27 maggio             | 24 giugno           |
| 2018                                   | 1439                     | 17 maggio             | 15 giugno           |
| 2019                                   | 1440                     | 6 maggio              | 4 giugno            |
| 2020                                   | 1441                     | 24 aprile             | 23 maggio           |
| 2021                                   | 1442                     | 13 aprile             | 12 maggio           |
| 2022                                   | 1443                     | 2 aprile              | 1º maggio           |
| 2023                                   | 1444                     | 23 marzo              | 20 aprile           |
| 2024                                   | 1445                     | 11 marzo              | 9 aprile            |
| 2025                                   | 1446                     | 1º marzo              | 29 marzo            |
| 2026                                   | 1447                     | 18 febbraio           | 19 marzo            |
| 2027                                   | 1448                     | 8 febbraio            | 8 marzo             |
| 2028                                   | 1449                     | 28 gennaio            | 25 febbraio         |
| 2029                                   | 1450                     | 16 gennaio            | 13 febbraio         |
| Date del Ramadan tra il 1958 e il 2029 |                          |                       |                     |

## Nella cultura di massa
Nella storia Disney Zio Paperone e il tempio d'oro, pubblicata su Topolino nel 1968, si fa menzione del Ramadan: Paperone e nipoti, in Egitto alla ricerca di un fantomatico "tempio d'oro", hanno difficoltà a mangiare proprio a causa del Ramadan, e un oste egiziano spiega loro che, per poter essere serviti, devono aspettare "che il filo bianco sia uguale al filo nero", cioè che il sole tramonti.